# John Addison
John Mervyn Addison (* 16. März 1920 in West Chobham in Surrey; † 7. Dezember 1998 in Bennington (Vermont)) war ein britischer Komponist, der vor allem mit seiner Filmmusik Beachtung fand.

## Leben
John Addison zeigte sein Talent bereits im Alter von 6 oder 7 Jahren. Eine Anekdote berichtet, dass er den gesamten „Minutenwalzer“ von Chopin fehlerfrei nach Gehör spielte, bevor er das Notenlesen erlernte. Darauf begann seine musikalische Ausbildung mit Klavierunterricht. Diese setzte er am Wellington College unter anderem beim Pianisten Ronald Timberley fort. Während seiner Zeit am Wellington College begann Addison erste Kompositionen zu schreiben und er erreichte auf dem Klavier ein so hohes Niveau, dass er ein Studium am Royal College of Music beginnen konnte. Dort studierte er im ersten Jahr Klavier bei George Herbert Fryer und Oboe bei dem renommierten Oboisten Léon Goossens. Sein Studium wurde jedoch durch den Ausbruch des Zweiten Weltkriegs 1939 unterbrochen. Während seiner Militärzeit lernte Addison den späteren englischen Regisseur Roy Boulting kennen, für dessen Filmproduktionen er nach dem Krieg mehrere Partituren schrieb, so zum Beispiel für Eine Stadt hält den Atem an (1950), Die Stunde X (Seven Days to Noon) oder Carlton-Browne of the F.O..
Schon früh wurde Addison ein Spezialist für leichtfüßig-neoklassizistische Musik, die sich besonders für die Untermalung von Komödien eignet. Nicht von ungefähr schrieb er Scores für Ealing-Komödien wie Die Maggie (1953, Alexander Mackendrick) und Meine bessere Hälfte (1955, Michael Truman).
1963 erhielt er einen Oscar für die Musik zu Tom Jones – Zwischen Bett und Galgen von Tony Richardson, für den er auch Der Angriff der leichten Brigade (1968) und Die Abenteuer des Joseph Andrews vertonte. 1966 erreichte Addisons Name durch den Skandal um die Ablehnung der Musik Bernard Herrmanns für den Alfred-Hitchcock-Thriller Der zerrissene Vorhang eine gewisse „Berühmtheit“. Addison übernahm den Auftrag für die Musik, beklagte sich jedoch in späteren Jahren immer wieder darüber, wie desinteressiert Hitchcock an seiner Arbeit gewesen sei.
Im Jahr 1977 wurde seine Musik zu Die Brücke von Arnheim mit einem BAFTA Award ausgezeichnet. Der Film schildert ein großes alliiertes Unternehmen im Zweiten Weltkrieg, die Operation Market Garden. Addison hatte selbst als Kommandant eines Sherman-Panzers des britischen XXX. Korps an der Invasion in der Normandie teilgenommen – nicht aber, wie gelegentlich fälschlich behauptet, an dem Versuch der Erstürmung der Brücke von Arnheim.
1975 übersiedelte Addison in die USA, wo er vermehrt für das Fernsehen arbeitete. Das Titelthema aus der seinerzeit überaus populären Krimiserie Mord ist ihr Hobby (Murder She Wrote, 1984–1996), das an Ron Goodwins Rokokothema für die Miss Marple-Verfilmungen mit Margaret Rutherford erinnert, wurde zu einem von Addisons größten Erfolgen.

## Werke (Auswahl)
Neben seiner Filmmusik schrieb John Addison auch Konzertwerke wie etwa Solokonzerte für Trompete beziehungsweise Fagott.
- Concerto für Trompete, Streicher und Schlagzeug, veröffentlicht bei Stainer & Bell Ltd., 1949 I Allegretto II Adagio misterioso III Allegro con brio. Das Werk wurde eingespielt von dem Trompeter Leon Rapier und dem Louisville Orchestra unter der Leitung von Jorge Mester.
- Three Terpsechorean Studies for Orchestra, veröffentlicht bei Stainer & Bell Ltd., 1949 I Allegro gusto II Poco lento, languoriso III Allegro molto. Die Uraufführung fand im März am Royal College of Music unter der Leitung von Richard Austin statt. Erste Rundfunksendung im Oktober 1950 mit dem BBC Scottish Orchestra unter der Leitung von Ian Whyte. Erste öffentliche Aufführungen im März 1951 in Glasgow und Edinburg mit dem Scottish National Orchestra unter Walter Susskind.
- Variationen für Klavier und Orchester, veröffentlicht bei Stainer & Bell Ltd., 1949.
- Heroum Filii, Ouvertüre, veröffentlicht bei Stainer & Bell Ltd., 1951
- Carte Blanche, Ballettsuite, 1953 I Prelude and Waltz II Bagatelle III Scherzo and Bacchanale IV Interlude V Romanza and Postlude
- Konzertouvertüre op. 13, 1955
- Conversation Piece for Piano and Orchestra, 1958, Auftragswerk des BBC Concert Orchestra für das BBC Light Music Festival 1058, Uraufführung in der Royal Festival Hall in London unter der Leitung Addisons am 14. Juni 1958
- Concertante für Oboe, Klarinette, Horn und Orchester, 1959 I Andante grazioso II Vivace III Andante IV Allegretto non troppo
- Concertino für Klavier und Orchester, 1959 I Allegro moferato II Andante grazioso III Vivace
- Wellington Suite, 1959 I Allegretto con brio II Andante, un poco pomposo III Allegretto vivace IV Moderato, tempo di valse V Allegro con brio
- Display for Orchestra, 1968
- Concertino für Orchester, 1993 I Prelude II Passacaglia and March III Canzonetta IV Rondo
- Concertino für Fagott und Orchester, 1998 I Andante – Allegretto come sopraII Andante III Larghetto IV Moderato – Allegro come sopra – Andante

## Filmografie
- 1950: Eine Stadt hält den Atem an (Seven Days to Noon)
- 1951: Die Stunde X (High Treason) – Regie: Roy Boulting
- 1951: Unterwelt (Pool of London) – Regie: Basil Dearden
- 1952: Brandy for the Parson – Regie: John Eldridge
- 1953: Die Maggie (The Maggie)
- 1953: Gefährlicher Urlaub (The Man Between)
- 1954: Unter schwarzem Visier (The Black Knight) – Regie: Tay Garnett
- 1954: Verliebt, verrückt und nicht verheiratet (One Good Turn) – Regie: John Paddy Carstairs
- 1955: Die Dame des Königs (That Lady) – Regie: Terence Young
- 1955: Himmelfahrtskommando (The Cockleshell Heroes)
- 1955: Josephine und die Männer (Josephine and Men) – Regie: Roy Boulting
- 1955: Meine bessere Hälfte (Touch and Go) – Regie: Michael Truman
- 1955: Der beste Mann beim Militär (Private’s Progress)
- 1956: Allen Gewalten zum Trotz (Reach for the Sky)
- 1956: Drei Mann in einem Boot (Three Men in a Boat) – Regie: Ken Annakin
- 1957: Kapitän Seekrank (Barnacle Bill)
- 1957: Kostbare Bürde (The Shiralee) – Regie: Leslie Norman
- 1957: Volltreffer ins Glück (Lucky Jim) – Regie: John Boulting
- 1958: Ausgerechnet Charlie Brown (Carlton-Browne of the F. O.) – Regie: John Boulting, Jeffrey Dell
- 1958: Ich war Montys Double (I was Monty’s Double) – Regie: John Guillermin
- 1960: Das französische Fräulein (A French Mistress) – Regie: Roy Boulting, Jeffrey Dell
- 1960: Der Komödiant (The Entertainer)
- 1961: Bitterer Honig (A Taste of Honey)
- 1961: Diebe haben Vorfahrt (Go to Blazes) – Regie: Tony Richardson
- 1962: Die Einsamkeit des Langstreckenläufers (The Loneliness of the Long Distance Runner)
- 1962: Tom Jones – Zwischen Bett und Galgen (Tom Jones)
- 1963: Alibi des Todes (Girl in the Headlines) – Regie: Michael Truman
- 1964: Die erste Nacht (Girl with Green Eyes)
- 1964: Die amourösen Abenteuer der Moll Flanders (The Amorous Adventures of Moll Flanders)
- 1964: Schüsse in Batasi (Guns at Batasi)
- 1965: Tod in Hollywood (The Loved One)
- 1965: Der Onkel (The Uncle) – Regie: Desmond Davis
- 1965: Hier war ich glücklich (I was Happy Here) – Regie: Desmond Davis
- 1965: Simson ist nicht zu schlagen (A Fine Madness)
- 1966: Der zerrissene Vorhang (Torn Curtain)
- 1967: Der Angriff der leichten Brigade (The Charge of the Light Brigade)
- 1967: Smashing Time – Regie: Desmond Davis
- 1967: Venedig sehen – und erben … (The Honey Pot)
- 1969: Die Französische Revolution fand nicht statt (Start the Revolution without me)
- 1972: Mord mit kleinen Fehlern (Sleuth)
- 1974: Eine todsichere Sache (Dead Cert) – Regie: Tony Richardson
- 1974: Luther
- 1974: The Concert
- 1976: Der scharlachrote Pirat (Swashbuckler)
- 1976: Die Abenteuer des Joseph Andrews (Joseph Andrews) – Regie: Tony Richardson
- 1976: Die Brücke von Arnheim (A Bridge Too Far)
- 1976: Kein Koks für Sherlock Holmes (The Seven-per-Cent solution)
- 1976: Mein wildes Pony (Ride a Wild Pony) – Regie: Don Chaffey:
- 1978/79: Colorado Saga (Centennial) – Regie: Harry Falk, Paul Krasny (Fernsehfilm)
- 1979: Der Pilot (The Pilot) – Regie: Cliff Robertson
- 1979: Victor Charlie ruft Lima Sierra (The French Atlantic Affair) (Fernsehfilm)
- 1981: Das letzte Paradies – Schatten der Vergangenheit (Mistress of Paradise) – Regie: Peter Medak
- 1982: Am Highpoint flippt die Meute aus (Highpoint)
- 1982: Die verrückten Abenteuer eines Playboys (I was a Mail Order Bride) – Regie: Marvin J. Chomsky (Fernsehfilm)
- 1983: Das Geheimnis von Centreville (Strange Invaders) – Regie: Michael Laughlin
- 1984: Codename: Emerald – Regie: Jonathan Sanger
- 1984: Grace Quigleys letzte Chance (The Ultimate Solution of Grace Quigley) – Regie: Anthony Harvey
- 1984: Straße der Freiheit (Ellis Island) – Regie: Jerry London
- 1985: Mord à la Carte (Agatha Christie’s Thirteen at dinner) (Fernsehfilm)
- 1985: Mord mit verteilten Rollen (Dead Man’s Folly) – Regie: Rod Browning
- 1986: Im Schatten der Götter (Shadow on the Sun) – Regie: Tony Richardson
- 1986/87: Drei unglaubliche Geschichten (Amazing stories 3) – Regie der 1. Episode: Joe Dante
- 1986: Mord ist ihr Hobby (Murder, she wrote)
- 1987: Die Monsterbraut (Bride of Boogedy) – Regie: Oz Scott
- 1988: Schatten auf der Sonne (Shadow on the Sun) – Regie: Tony Richardson
- 1990: Das Phantom der Oper (Phantom of the Opera) (Fernsehfilm)